# Heavy Is the Crown
„Heavy Is the Crown“ je píseň americké rockové skupiny Linkin Park. Byla vydána 24. září 2024 jako druhý singl z připravovaného osmého studiového alba From Zero. Píseň slouží jako hlavní znělka pro mistrovství světa ve hře League of Legends 2024 od Riot Games. Písnička se také objevila v seriálu Arcane.
Píseň je druhou skladbou, kterou kapela vydala po návratu s novou zpěvačkou Emily Armstrong a bubeníkem Colinem Brittainem po pauze od smrti bývalého zpěváka Chestera Benningtona.
Stylově je skladba popisována jako nu metal a rap rock.

## Vydání
Poprvé skladbu zahráli 22. září 2024 během vystoupení v Barclays Areně v německém Hamburku v rámci turné From Zero World Tour. Oficiální videoklip byl vydán 24. září 2024.

## Obsazení

### Linkin Park
- Emily Armstrong – zpěv
- Colin Brittain – bicí, produkce
- Brad Delson – kytary, doprovodné vokály, produkce
- Dave "Phoenix" Farrell – basová kytara, doprovodné vokály
- Joe Hahn – samply, programování, doprovodné vokály
- Mike Shinoda – klávesy, zpěv, rytmická kytara, produkce, zvukový inženýr

### Ostatní hudebníci
- Mike Elizondo – produkce, skladba
- Rich Costey – mixování
- Emerson Mancini – mastering
- Ethan Mates – zvukový inženýr
- Jeff Citron – mixování